# PC Gamer
PC Gamer（ピーシーゲーマー）は、1993年からイギリスのFuture plcによって発行されているパソコンゲームを専門とする月刊雑誌。
いくつかの地域版があり、イギリス版とアメリカ版はそれぞれの国でベストセラーのパソコンゲーム雑誌となっている。コンピュータゲーム業界の動向、新しいゲームの紹介、最新の人気のあるPCゲームのレビュー、ハードウェアやMod、古典的なゲームやその他のさまざまなトピックに関するニュースを掲載している。